# Courtenay (Isèra)
Courtenay és un municipi francès situat al departament de la Isèra i a la regió d'Alvèrnia-Roine-Alps. L'any 2007 tenia 1.085 habitants.

## Demografia

### Població
El 2007 la població de fet de Courtenay era de 1.085 persones. Hi havia 401 famílies de les quals 93 eren unipersonals (62 homes vivint sols i 31 dones vivint soles), 127 parelles sense fills, 177 parelles amb fills i 4 famílies monoparentals amb fills.
La població ha evolucionat segons el següent gràfic:
Habitants censats

### Habitatges
El 2007 hi havia 508 habitatges, 411 eren l'habitatge principal de la família, 55 eren segones residències i 43 estaven desocupats. 481 eren cases i 25 eren apartaments. Dels 411 habitatges principals, 331 estaven ocupats pels seus propietaris, 62 estaven llogats i ocupats pels llogaters i 18 estaven cedits a títol gratuït; 1 tenia una cambra, 14 en tenien dues, 40 en tenien tres, 118 en tenien quatre i 237 en tenien cinc o més. 336 habitatges disposaven pel capbaix d'una plaça de pàrquing. A 142 habitatges hi havia un automòbil i a 249 n'hi havia dos o més.

### Piràmide de població
La piràmide de població per edats i sexe el 2009 era:
| Homes | Edats   | Dones |
| ----- | ------- | ----- |
| 0     | 95 o +  | 0     |
| 4     | 90 a 94 | 0     |
| 0     | 85 a 89 | 4     |
| 0     | 80 a 84 | 8     |
| 12    | 75 a 79 | 4     |
| 20    | 70 a 74 | 20    |
| 28    | 65 a 69 | 20    |
| 20    | 60 a 64 | 36    |
| 20    | 55 a 59 | 8     |
| 32    | 50 a 54 | 20    |
| 36    | 45 a 49 | 36    |
| 24    | 40 a 44 | 20    |
| 32    | 35 a 39 | 12    |
| 28    | 30 a 34 | 32    |
| 28    | 25 a 29 | 32    |
| 16    | 20 a 24 | 12    |
| 16    | 15 a 19 | 20    |
| 32    | 10 a 14 | 4     |
| 16    | 5 a 9   | 24    |
| 32    | 0 a 4   | 16    |

## Economia
El 2007 la població en edat de treballar era de 706 persones, 533 eren actives i 173 eren inactives. De les 533 persones actives 502 estaven ocupades (279 homes i 223 dones) i 31 estaven aturades (14 homes i 17 dones). De les 173 persones inactives 60 estaven jubilades, 40 estaven estudiant i 73 estaven classificades com a «altres inactius».

### Ingressos
El 2009 a Courtenay hi havia 427 unitats fiscals que integraven 1.152,5 persones, la mediana anual d'ingressos fiscals per persona era de 18.593 €.

### Activitats econòmiques
Dels 42 establiments que hi havia el 2007, 2 eren d'empreses extractives, 7 d'empreses de fabricació d'altres productes industrials, 10 d'empreses de construcció, 8 d'empreses de comerç i reparació d'automòbils, 2 d'empreses de transport, 2 d'empreses d'hostatgeria i restauració, 1 d'una empresa financera, 3 d'empreses immobiliàries, 4 d'empreses de serveis, 1 d'una entitat de l'administració pública i 2 d'empreses classificades com a «altres activitats de serveis».
Dels 14 establiments de servei als particulars que hi havia el 2009, 4 eren tallers de reparació d'automòbils i de material agrícola, 2 paletes, 2 guixaires pintors, 2 fusteries, 2 electricistes i 2 restaurants.
L'any 2000 a Courtenay hi havia 25 explotacions agrícoles que ocupaven un total de 1.596 hectàrees.

## Equipaments sanitaris i escolars
El 2009 hi havia una escola elemental.

## Poblacions més properes
El següent diagrama mostra les poblacions més properes.